# Miguel Aceval
Miguel Ángel Aceval Muñoz (Santiago del Cile, 8 gennaio 1983) è un ex calciatore cileno, di ruolo difensore.